# Tmesisternus pseudoviridescens
Tmesisternus pseudoviridescens là một loài bọ cánh cứng trong họ Cerambycidae. Loài này được Stephan von Breuning mô tả lần đầu năm 1939.